# Rainer Iwersen
Rainer Iwersen (* 1945 in Eutin) ist ein deutscher Schauspieler, Regisseur, Übersetzer, Hörspielsprecher und Rezitator.

## Leben und Wirken
Rainer Iwersen studierte Literatur und Philosophie in München und Schauspiel an der Hochschule für Musik und Theater Hamburg. Nach seinem Studium hatte er verschiedene Engagements als Schauspieler und Regisseur. 1984 war er neben Chris Alexander, Gabriele Blum, Hille Darjes, Renato Grünig, Norbert Kentrup und Dagmar Papula Mitbegründer der bremer shakespeare company. Für die Company übersetzte er Shakespeare-Stücke und führte Regie. Die Aufführungsrechte seiner Übersetzungen liegen beim S. Fischer Theaterverlag. 1985 spielte er in König Lear die Rolle des Haushofmeisters Goneril und des Grafen von Kent, in Othello spielte er den Intriganten Jago.
Seit 1995 ist er als Übersetzer, freier Regisseur und Rezitator tätig. 2004 inszenierte er am Stadttheater Klagenfurt Shakespeares Romeo und Julia und 2006 am Volkstheater Rostock Büchners Dantons Tod.
Als Vorleser hat Iwersen u. a. Werke von Jane Austen, Andrej Belyj, Thomas Bernhard, Fjodor M. Dostojewski, Gustave Flaubert, Friedrich Hölderlin, Jack London, Jean Paul, Marcel Proust, Robert Louis Stevenson und Lew Tolstoi im Repertoire. Gemeinsam mit Uli Beckerhoff führte er 2019 im Sendesaal Bremen mit Dostojewskis Die fremde Frau und der Ehemann unter dem Bett einen musikalisch-literarischen Abend auf. Im Vortragssaal des Kreismuseums Zons las er 2018 aus Lew Tolstois Novelle Die Kreutzersonate und Midori Seiler und Kristian Bezuidenhout spielten Beethovens Violinsonate A-Dur op. 47.

## Übersetzung (Auswahl)

### Shakespeare
- 1988: Der Widerspenstigen Zähmung
- 1992: Wie es euch gefällt
- 1995: Pericles, Fürst von Tyrus
- 1995: König Cymbeline
- 1999: König Lear
- 2000: Julius Caesar
- 2000: König Richard III

### Weitere Autoren
- 2000: Die Besatzung (To the Green Fields Beyond) von Nick Whitby
- 2016: Charles III von Mike Bartlett
- 2019: Die Wahl (I‘m Not Running) von David Hare zusammen mit Evelyn Iwersen
- 2022: Die Ballade vom alten Matrosen (The Rime of the Ancient Mariner) von Samuel Taylor Coleridge

## Schauspiel
- 1975: Motiv Liebe, Staffel 2, 1. Folge Ein Freund der Familie

## Übersetzung und Regie (Auswahl)
- 1986: Komödie der Irrungen
- 1987: Was ihr wollt
- 1989: Macbeth
- 1991: Der Sturm
- 1993: König Richard II
- 1996: Romeo und Julia
- 1997: König Heinrich VI

## Regie und Bearbeitung
- 1990: Bruderbande, ein Stück von Rainer Iwersen, die Folgen des Falls der Mauer zu begreifen[6]
- 1992: Was brennt länger oder Warum schreit Ihr Kind so von Rudolf Höhn
- 1994: Alles Lügen, ein Stück für einen Schauspieler aus 35 Sonetten Shakespeares
- 1998: Der Anblick meines Herzens, ein Stück für eine Schauspielerin aus den Portugiesischen Briefen von Rainer Maria Rilke
- 1998: Onkel Wanja von Anton Tschechov

## Hörspiele (Auswahl)
- 1985: Friederike Roth: Krötenbrunnen (Der Weggetauchte) – Regie: Heinz von Cramer (Hörspiel – SDR)
- 1985: Alejo Carpentier: Lateinamerika: Mythos und Wirklichkeit: Barockkonzert (Filomeno) – Bearbeitung, Komposition und Regie: Heinz von Cramer (Hörspielbearbeitung – WDR/SDR)
- 1992: Kurt Tucholsky, Walter Hasenclever: Christoph Kolumbus und die Entdeckung Amerikas. Vorspiel und viertes Bild der Komödie – Bearbeitung und Regie: Gottfried von Einem  (Kurzhörspiel, Hörspielbearbeitung – RB)
- 1997: Achim Tischer: Der helle Wahn: Briefe an den Kaiser. Aufgesetzt vom Attentäter Johann Dietrich Weiland. Hörspieltrouvé (Johann Dietrich Weiland) – Regie: Gottfried von Einem (Original-Hörspiel, Monolog – RB/Rüdiger Kremer)
- 1998: Karl August Blendermann: Transozeanflug. Live-Hörspiel (2. Sprecher) – Bearbeitung und Regie: Hans Helge Ott (Öffentliche Veranstaltung, Hörspielbearbeitung, Kurzhörspiel – RB/Holger Rink)

## Werk
- William Shakespeare: Sonette. Neuübersetzungen von Rainer Iwersen und Christa Schuenke, Deutscher Taschenbuch Verlag, München 1996, ISBN 3-423-08305-0.